# Брежиці (община)
Община Брежиці (словен. Občina Brežice) — одна з общин в південній Словенії. Адміністративним центром є місто Брежиці. Регіон багатий на водні ресурси, замки, виноградники.

## Населення
У 2010 році в общині проживало 24302 осіб, 11926 чоловіків і 12376 жінок. Чисельність економічно активного населення (за місцем проживання), 9561 осіб. Середня щомісячна чиста заробітна плата одного працівника (EUR), 887,33 (в середньому по Словенії 966.62). Приблизно кожен другий житель у громаді має автомобіль (51 автомобілів на 100 жителів). Середній вік жителів склав 43,2 роки (в середньому по Словенії 41.6). 